# Сойка
Евразийската сойка (Garrulus glandarius) е вид птица от семейство вранови (Corvidae).
Отглежда се понякога като декоративна птица и по подобие на повечето представители на семейство Вранови се отличава с висока интелигентност, способност за заучаване на думи и звукоподражание.

## Разпространение и местообитание
Евразийската сойка се среща в обширен регион от Западна Европа и Северозападна Африка до Индийския субконтинент и по-нататък до източния бряг на Азия и надолу в Югоизточна Азия.
В България е разпространена повсевместно, но е с ниска плътност на популацията. Води уседнал начин на живот. Тя е постоянен вид, който през зимата скита. Обитава широколистни дъбови и букови гори в средния пояс на планините. Среща се понякога и в паркове, в които растат подходящи дървета. Прави гнездо високо по дърветата, изградено от клони и застлано с коренчета, трева и косми.

## Описание
Това е средно голяма птица с размери около 32 – 35 cm. За разлика от повечето представители на семейството е пъстро оцветена. Издава силни и резки крясъци и успешно имитира други птици. Движи се енергично и ловко, обикновено се забелязва чак когато излети или за кратък момент когато се задържи за малко неподвижна, по принцип е недоверчива и потайна птица.
Цветът на Сойката варира от светло-кафеникаво до сивкаво по гърба, гърдите и главата, на която има малка качулка. Крилата са шарени - светло-кафеникаво, черно, бяло и доста отличителна синя част с напречни линии по перата. Опашката е предимно черна с малко бяло в горната част.

## Размножаване
Женската снася 5 – 8 светлозелени яйца изпъстрени със синкави точки, които двете птици мътят 16 – 18 дена. Малките напускат гнездото на 20-дневна възраст.

## Хранене
Храни се с жълъди, плодове, семена, пъпки, насекоми, различни безгръбначни и много рядко по-дребни гръбначни животни.
През пролетта и лятото се храни с яйца и малки на по-дребни птици. Понякога при изобилие на жълъди си приготвя запаси, с които се храни през зимата и често такива запаси се превръщат в нови групички дървета. Така сойката „помага“ в залесителната дейност. Аналогична роля изпълнява Сокерицата (която е също от семейство Вранови и има подобни размери) в иглолистните гори.

## Други
На сойката е наречена улица в квартал „Киноцентъра III“ в София (Карта).